# 黄克维
黄克维（1907年—1996年），男，江苏镇江人（一作江西清江人），中国神经病学家，曾任中国人民解放军军医进修学院教授、博士生导师，第三届全国人大代表。